# Ben Moore (baloncestista)
Benjamin Alexander "Ben" Moore (Bolingbrook, Illinois, 13 de mayo de 1995) es un baloncestista estadounidense que forma parte de la plantilla del Hapoel Gilboa Galil Elyon de la Ligat ha'Al. Con 2,03 metros de estatura, juega en la posición de alero.

## Trayectoria deportiva

### Universidad
Jugó cuatro temporadas con los Mustangs de la Universidad Metodista del Sur, en las que promedió 9,0 puntos, 5,8 rebotes y 1,8 asistencias por partido. En su última temporada fue incluido en el segundo mejor quinteto de la American Athletic Conference.

### Profesional
Tras no ser elegido en el Draft de la NBA de 2017, fue invitado por los Indiana Pacers a participar en las Ligas de Verano de la NBA, donde jugó cuatro partidos, en los que promedió 3,8 puntos y 3,0 rebotes.
El 15 de agosto firmó con los Fort Wayne Mad Ants de la G League como jugador afiliado de los Pacers.
El 20 de noviembre de 2018 firmó un contrato dual con los San Antonio Spurs y su filial de la G League, los Austin Spurs.
[actualizar]
El 30 de julio de 2022, firma con el Hapoel Be'er Sheva de la Israeli Basketball Premier League.
El 10 de julio de 2023 firmó con el Çağdaş Bodrumspor de la Basketbol Süper Ligi turca.
[actualizar]

## Estadísticas de su carrera en la NBA

### Temporada regular
| Año     | Equipo  | PJ | PT | MPP | %TC | %3P | %TL | RPP | APP | ROB | TPP | PPP |
| ------- | ------- | -- | -- | --- | --- | --- | --- | --- | --- | --- | --- | --- |
| 2017-18 | Indiana | 2  | 0  | 4.5 | –   | –   | –   | .5  | .5  | .0  | .0  | .0  |
| Total   | Total   | 2  | 0  | 4.5 | –   | –   | –   | .5  | .5  | .0  | .0  | .0  |